# Metzeral
Metzeral è un comune francese di 1 129 abitanti situato nel dipartimento dell'Alto Reno nella regione del Grand Est.

## Geografia fisica
Nel suo territorio si trova la sorgente della Grande Fecht. Inoltre appartengono al territorio di Metzeral importanti cime dei Vosgi quali il Grand Hohneck (1364 m s.l.m.), il Piccolo Hohneck, il Kastelberg (1345 m s.l.m.), come i laghi di Fischboedle, dello Schiessrothried e dell'Altenweiher; inoltre vi sono anche le famose creste alpine dello Spitzkoepfe e la pittoresca valle della Wormsa.

### Galleria d'immagini

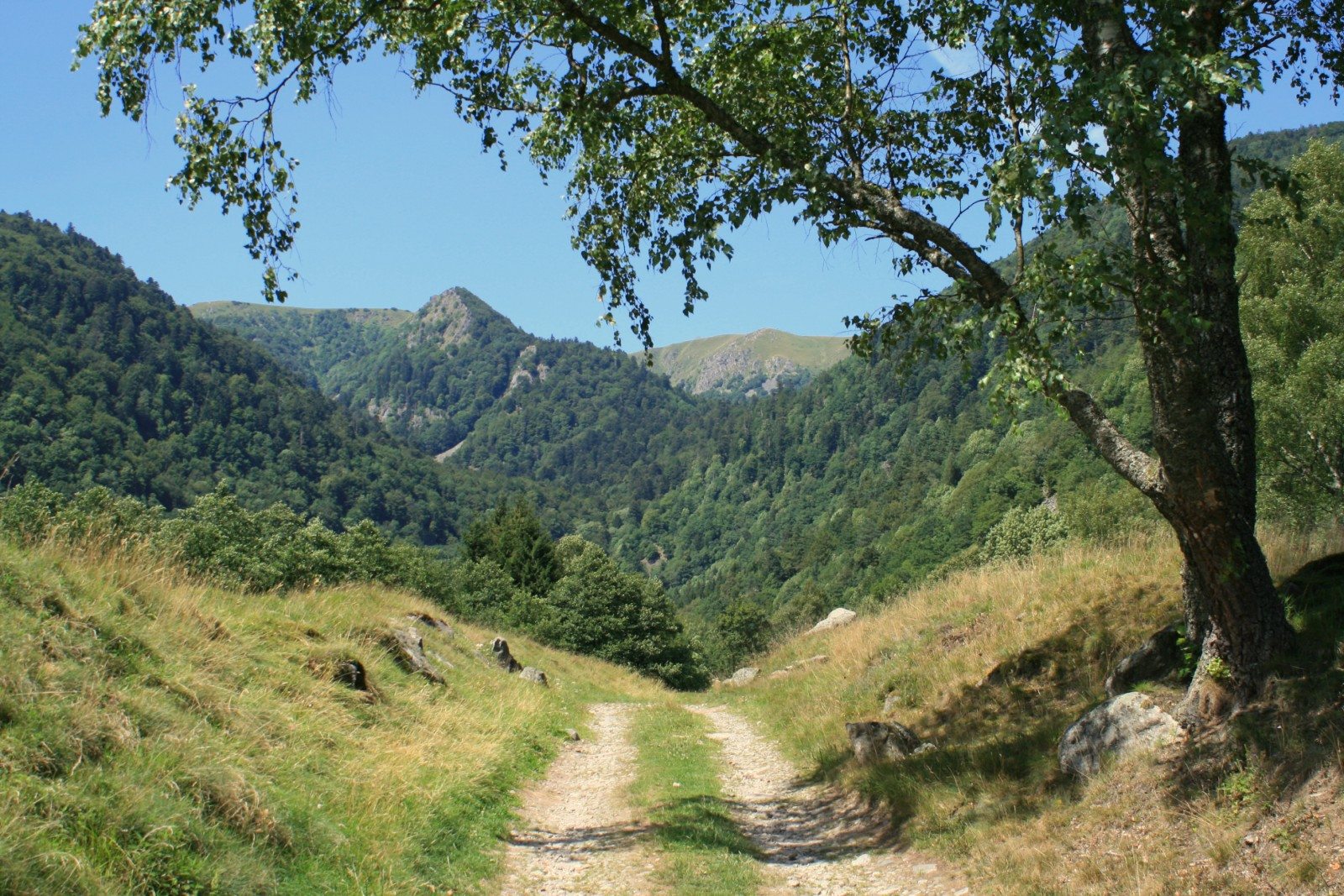
Valle della Wormsa
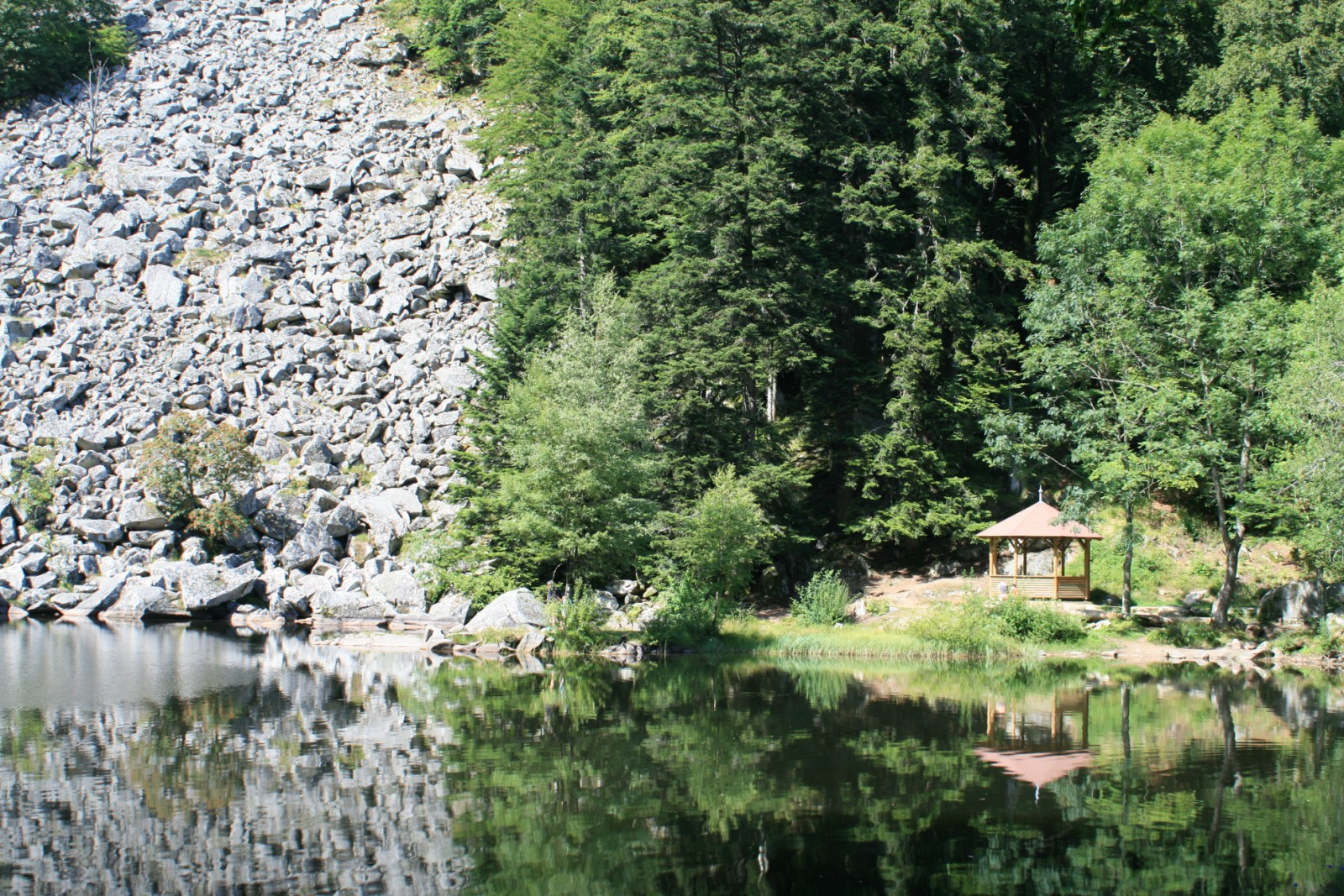
Il lago del Fischboedle
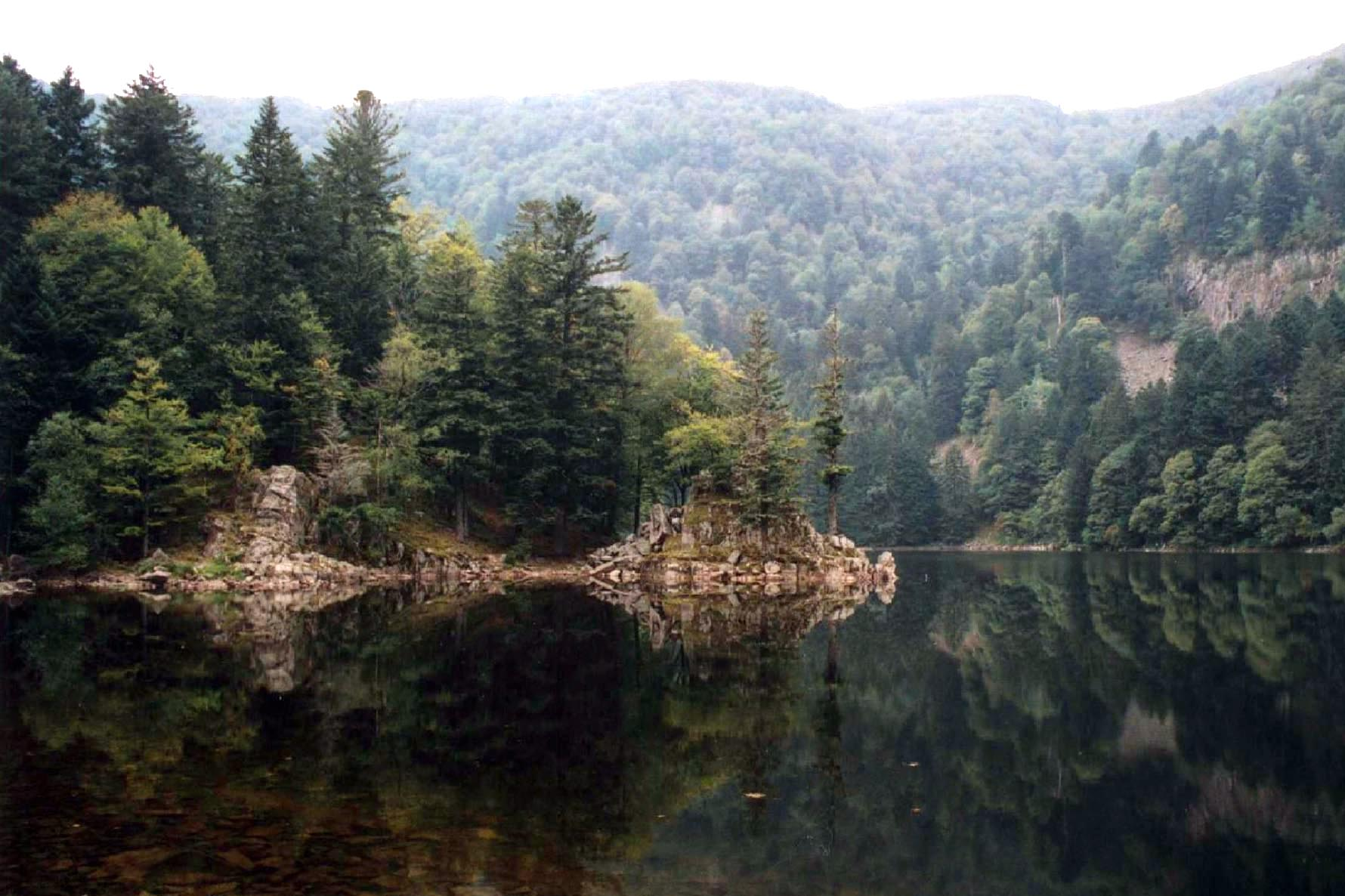
L'Altenweiher
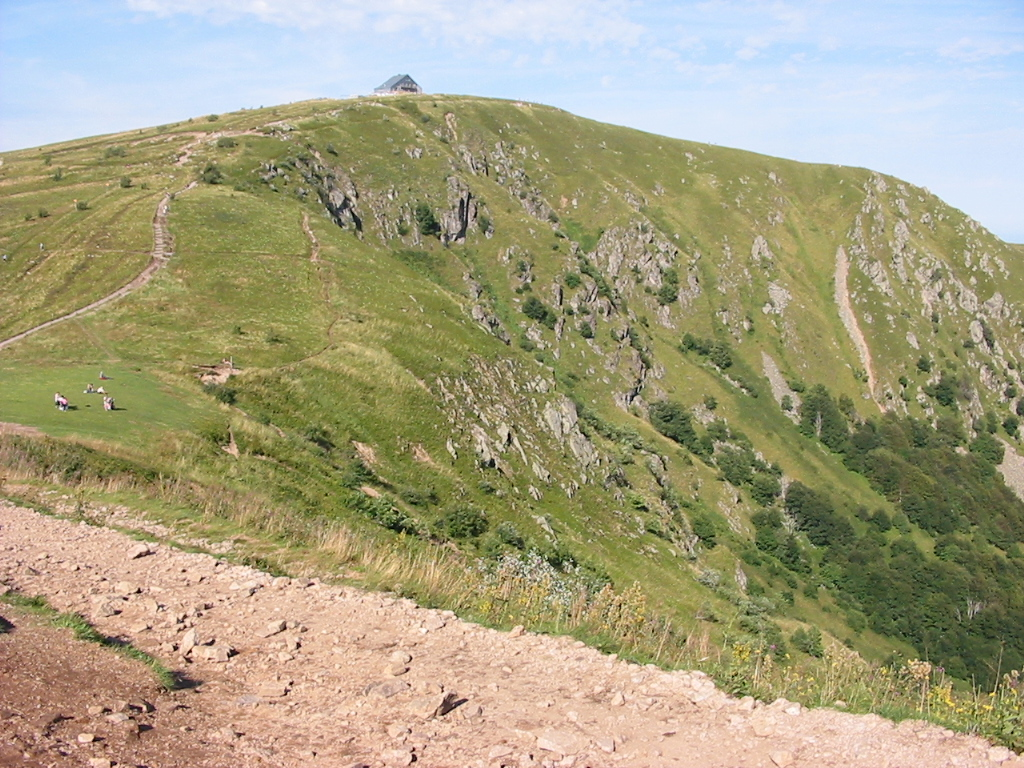
L'Hohneck

## Società

### Evoluzione demografica
Abitanti censiti